# Канадська міжнародна рада
Канадська міжнародна рада (англ. Canadian International Council, CIC) — рада з міжнародних відносин Канади. Це незалежна рада, створена для посилення ролі Канади у міжнародних справах. CIC використовує свої історичні корені, міждержавну мережу та дослідження для просування дискусій з міжнародних питань у навчальних дисциплінах, галузях політики та економічному секторі.
Штаб-квартира Ради розміщена в Торонто, штат Онтаріо, з 15 відділеннями, які керуються добровольцями по всій Канаді. Присутні відділення CIC пропонують членам CIC програми доповідачів, навчальних груп, конференцій та семінарів. Відділення розташовані в Калгарі, Едмонтоні, Галіфаксі, Гамільтоні, Монреалі, Національній столиці (Оттава), Ніпсіссінг (Північна затока), Саскатуні, Південному Саскачевані (Реджайна), Громовій затоці, Торонто, Ванкувері, Вікторії, Ватерлоо та Вінніпезі.
Програма досліджень зовнішньої політики CIC складається з щорічного дослідницького проекту, Робочої групи Китаю, Робочої групи зі стратегічних досліджень, Проекту міжнародних відносин та цифрових технологій (IRDTP) та International Journal, наукового видання Ради.
Платформа цифрових ЗМІ CIC, OpenCanada.org, є центром Канади для міжнародних справ. Спираючись на мандат CIC сприяти дискусіям з міжнародних справ, платформа є канадським місцем проведення цих дискусій.

## Історія
СІК має коріння в 1928 році в Канадському інституті міжнародних справ (англ. Canadian Institute of International Affairs, CIIA). У 1932 році Ескотт Рейд був призначений першим штатним національним секретарем Інституту і почав організовувати щорічні навчальні конференції, де можна було обмінятися ідеями. Конференції в основному були за круглим столом, до участі були запрошені члени галузевих навчальних груп. Рід також заохотив розширення членства в ЦРУ та більшу участь громадськості в роботі Інституту. Перший корпоративний запис CIC припадає на 1950 рік, маючи на меті «приділити увагу позиції Канади як члена міжнародної спільноти націй, так і як члена Британської Співдружності Націй».
За страховим магнатом Едгаром Тарром у 1931—1950 рр. Він вийшов за межі початкової нейтральної та аполітичної дослідницької ролі. Натомість він відстоював національну автономію Канади та прагнув розширити міжнародну роль нації, оскаржуючи при цьому британський імперіалізм. На його конференціях були присутні численні дипломати та підтримали його нову місію. Зовнішня політика Канади відійшла від імперіалізму та до типу антиколоніалізму, який пропагували США. Лідери ЦРУ та канадські чиновники працювали над заохоченням націоналістичних сил в Індії, Китаї та Південно-Східній Азії, які прагнули відкинути колоніальне правління та панування Заходу.
У жовтні 2007 року Джим Бальсіллі (колишній співголова канадської компанії з інформаційних технологій Research In Motion («BlackBerry»)) ініціював формування CIC як партнерство між CIIA та Центром інновацій міжнародного управління (англ. Centre for International Governance Innovation, CIGI), аналітичний центр, що базується в Ватерлоо, штат Онтаріо, який працює над глобальними проблемами, щоб створити дослідницьку базу з питань зовнішньої політики Канади, аналогічну американській Раді з питань зовнішніх відносин та Королівському інституту міжнародних відносин Великої Британії. Виступаючи з повідомленням, Бальсіллі писав: «CIC буде безпартійним засобом, заснованим на наукових дослідженнях. Застосування експертних та фактичних досліджень до складних питань є найважливішим підґрунтям для створення ефективної політики». У листопаді 2007 року члени CIIA проголосувала за те, щоб стати Канадською міжнародною радою / Conseil international du Canada.
У травні 2008 року Канадський інститут стратегічних досліджень (CISS) переклав свою діяльність в CIC як робочу групу зі стратегічних досліджень.

## Нагороди
Два роки поспіль CIC був визнаний на канадських Інтернет-видавничих нагородах за свою роботу з OpenCanada. У 2013 році сайт отримав нагороду «Зміст року», а також дві золоті медалі за найкращу загальну публікацію в Інтернеті та статтю чи серію, що стосується лише Інтернету, у категорії академічних та некомерційних ЗМІ.

## Дослідження
Дослідження CIC поширюються через різні програми, робочі групи та проекти.

### IRDTP
Проектом міжнародних відносин та цифрових технологій (IRDTP) керується спільно між CIC, Інститутом глобальних питань Лю та Вищою школою журналістики Університету Британської Колумбії. IRDTP — це нова інноваційна дослідницька ініціатива, що аналізує вплив всюдисущої цифрової технології на теорію та практику міжнародних відносин.

### Щорічна програма досліджень
Щорічні дослідницькі програми CIC підготували такі звіти:
- 9 звичок високоефективної економіки ресурсів: уроки для Канади, Мадлен Дрохан, кореспондент Канади для The Economist[8]
- Права та оренда: Чому Канада повинна використовувати свої ресурси інтелектуальної власності, автор Карен Мазуркевич[9]
- Відкрита Канада: глобальна стратегія позиціонування для мережевого віку, Едвард Грінспон[en][10]

### Проекти та робочі групи
Проекти та робочі групи CIC включають:
- Робоча група зі стратегічних досліджень у партнерстві з Канадським інститутом оборони та закордонних справ[en] (англ. Canadian Defence and Foreign Affairs Institute, CDFAI)
- Робоча група з питань суверенітету та безпеки Арктики
- Робоча група з прикордонних питань
- Канада та проект Америки
- Проект відносин Канади та Індії
- Робоча група Китаю
- Робоча група з питань енергетики

## Управління
Президентом Ради директорів СІК є Бен Роузвелл, колишній посол у Венесуелі з 2014 по 2017 рік.

## Публікації
Міжнародний журнал (IJ), заснований у 1946 р., є науковим виданням CIC та найвизначнішим журналом Канади про аналіз глобальної політики. IJ є міждисциплінарним, поєднуючи уявлення про історію, політологію та економіку з антропологією та іншими суспільними науками для просування досліджень та діалогу з питань глобального значення.
У 2013 році CIC співпрацював з Центром сучасної міжнародної історії Білла Грема та SAGE Publications, щоб видати International Journal.

## Фінонсування
Канадська міжнародна рада — це неприбуткова організація та зареєстрована благодійна організація при Агентстві доходів Канади.
Фінансування відбувається за рахунок приватного спонсорства, членських внесків, пожертв та заходів. Основним фандрайзером коштів CIC є щорічний урочистий обід, де вручається премія «Глобаліст року». До минулих одержувачів належить Крістін Лагард, керуючий директор Міжнародного валютного фонду у 2012 році; Нагуйб Савіріс, генеральний директор холдингу «Ораском Телеком» та член-засновник Партії вільних єгиптян (Аль Масрієн Аль Ахаррар), політичної партії, заснованої після Арабської весни в 2011 році; Джордж Сорос, голова ТОВ «Соросовий менеджмент» та засновник та голова Інституту відкритого суспільства у 2010 році; Паскаль Ламі, генеральний директор Світової організації торгівлі у 2009 році; Його Превосходительство Ченг Сівей, колишній віце-голова 9-го та 10-го постійного комітету Національного народного конгресу Китайської Республіки та голова Китайської демократичної національної будівельної асоціації у 2008 році; та Анхель Гурія, Генеральний секретар Організації економічного співробітництва та розвитку в 2007 році.